# Гриненко Максим Омелянович
Макси́м Омеля́нович Грине́нко (1921—2016) — полковник Радянської армії, учасник німецько-радянської війни, Герой Радянського Союзу (1943).

## Життепис
Максим Гриненко народився 13 червня 1921 року в селі Нижня Сироватка (нині — Сумський район Сумської області України) в селянській родині. Закінчив сім класів школи, працював у колгоспі. У 1940 році Гриненко був призваний на службу в Робітничо-селянську червону армію. З липня 1941 року — на фронтах німецько-радянської війни. Брав участь у боях на Степовому і 2-му Українському фронтах. У боях двічі був поранений. До вересня 1943 року гвардії червоноармієць Михайло Гриненко був телефоністом 107-ї гвардійської окремої роти зв'язку 78-ї гвардійської стрілецької дивізії 7-ї гвардійської армії Степового фронту. Відзначився під час битви за Дніпро.
У ніч з 24 на 25 вересня 1943 року Гриненко одним з перших в своїй дивізії переправився через Дніпро в районі села Домоткань Верхньодніпровського району Дніпропетровської області Української РСР. Він проклав кабель і встановив зв'язок між командним пунктом полку та дивізії. За дві доби боїв він усунув у воді 12 пошкоджень кабелю. Коли німецькі автоматники виявили кабель і порушили його, Гриненко прийняв бій з противником та відновив кабель.
Указом Президії Верховної Ради СРСР від 26 жовтня 1943 року за «мужність і відвагу, проявлені при форсуванні Дніпра», гвардії червоноармієць Максим Гриненко був удостоєний високого звання Героя Радянського Союзу з врученням ордена Леніна та медалі «Золота Зірка» за номером 1371.
У квітні 1944 року Гриненко був направлений на навчання в Мурманське військове училище зв'язку. Закінчивши його, він кілька років служив на командних посадах. У 1953 році Гриненко закінчив Військову академію зв'язку. Був викладачем Київського вищого інженерного училища зв'язку. У 1975 році в званні полковника він був звільнений у запас, 5 травня 2008 році йому було присвоєно звання генерал-майора Збройних Сил України. Проживав у Києві. Помер 21 травня 2016 року.

## Нагороди
- Медаль «Золота Зірка» Героя Радянського Союзу (26.10.1943).
- Орден Леніна (26.10.1943).
- Орден Червоної Зірки (13.10.1943).
- Орден Червоної Зірки (30.12.1956).
- Орден Вітчизняної війни 1 ступеня (11.03.1985).
- Медалі.